# La Gogue
La Gogue (La Gouge) ist ein Ort auf der Insel Mahé im Inselstaat Seychellen.

## Geographie
Der Ort liegt zusammen mit De Quincey, Maldive Village und Ma Constanze in dem nach Osten offenen Tal zwischen den Anhöhen von Glacis im Norden und den Bergen von Beau Vallon an der Ostküste von Mahé. La Gogue liegt auf der Höhe im Norden des Tales.
Westlich des Ortes, bereits auf dem Gebiet des Distrikts Glacis befindet sich auch das Trinkwasserreservoir La Gogue Reservoir.